# Neptunia oleracea
Neptunia oleracea är en ärtväxtart som beskrevs av João de Loureiro. Neptunia oleracea ingår i släktet Neptunia och familjen ärtväxter. IUCN kategoriserar arten globalt som livskraftig. Inga underarter finns listade i Catalogue of Life.

## Bildgalleri

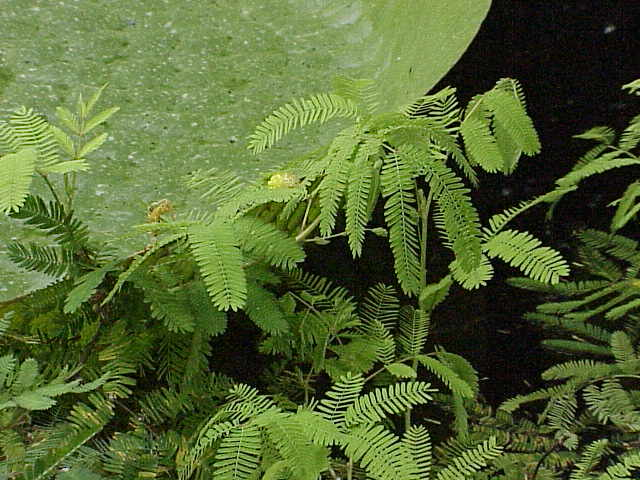
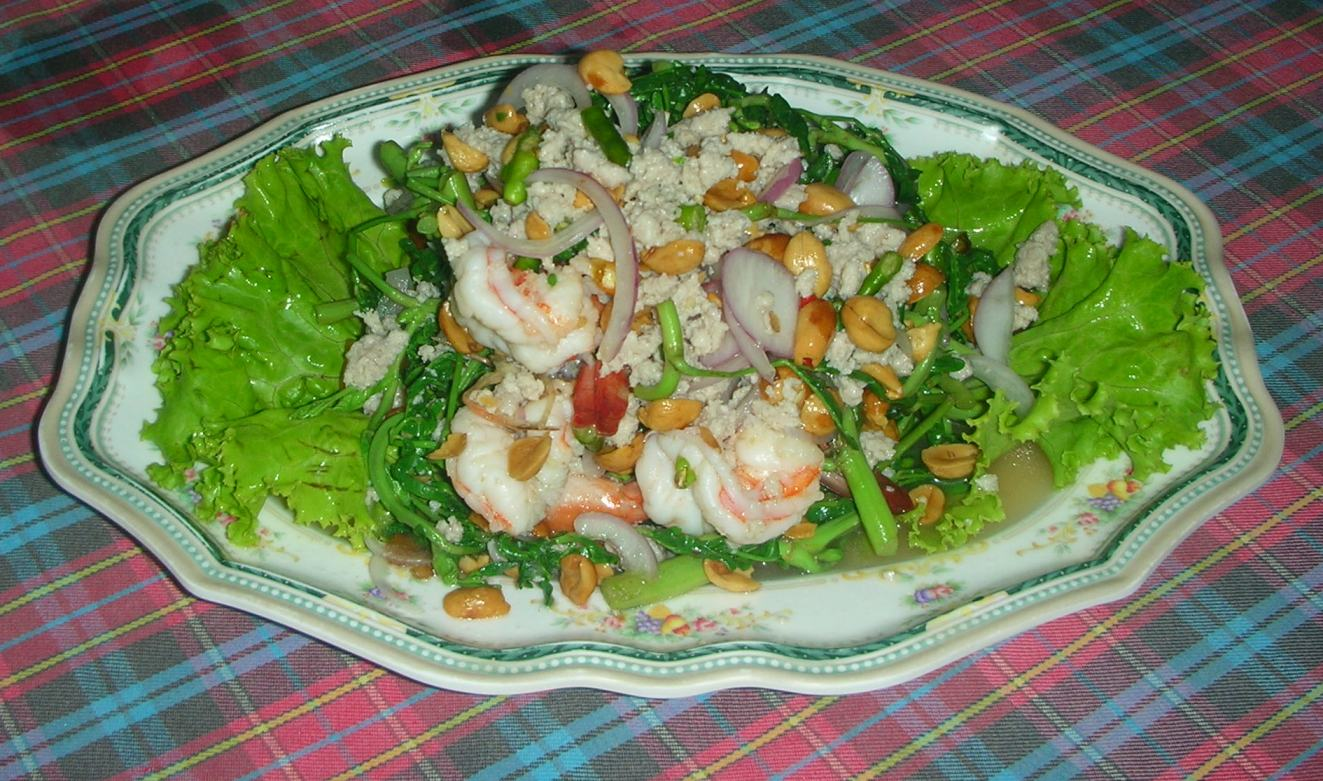
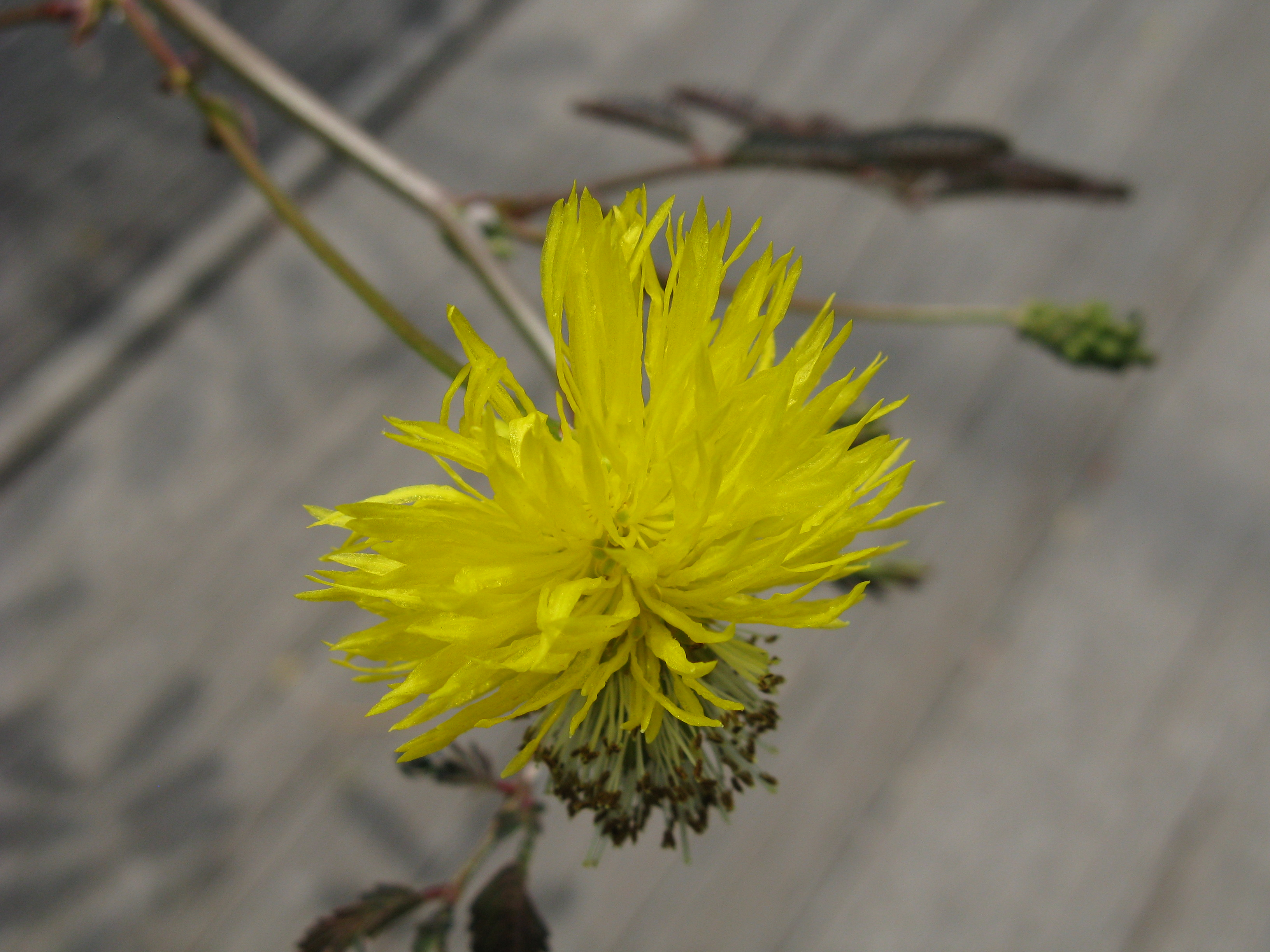
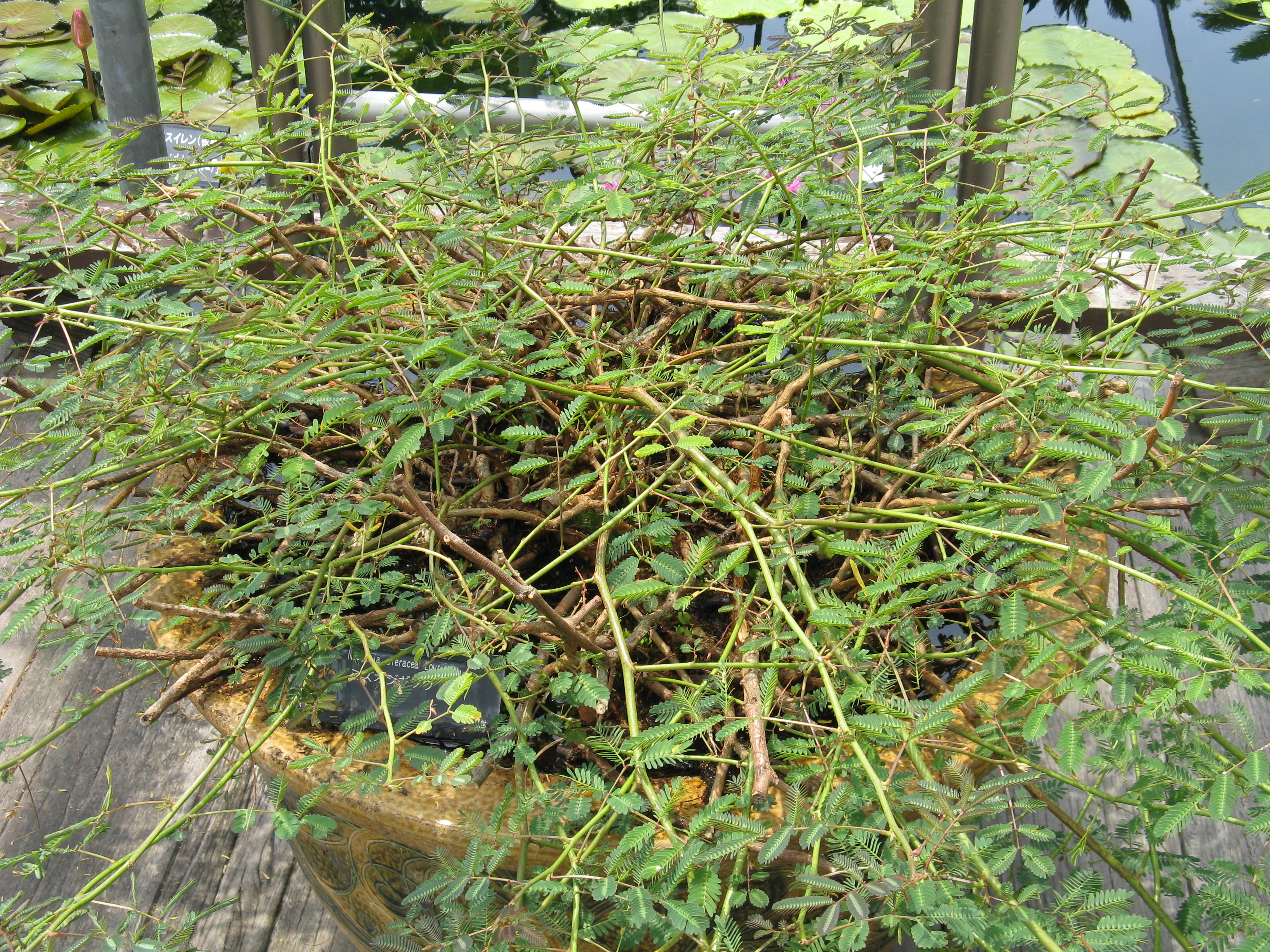
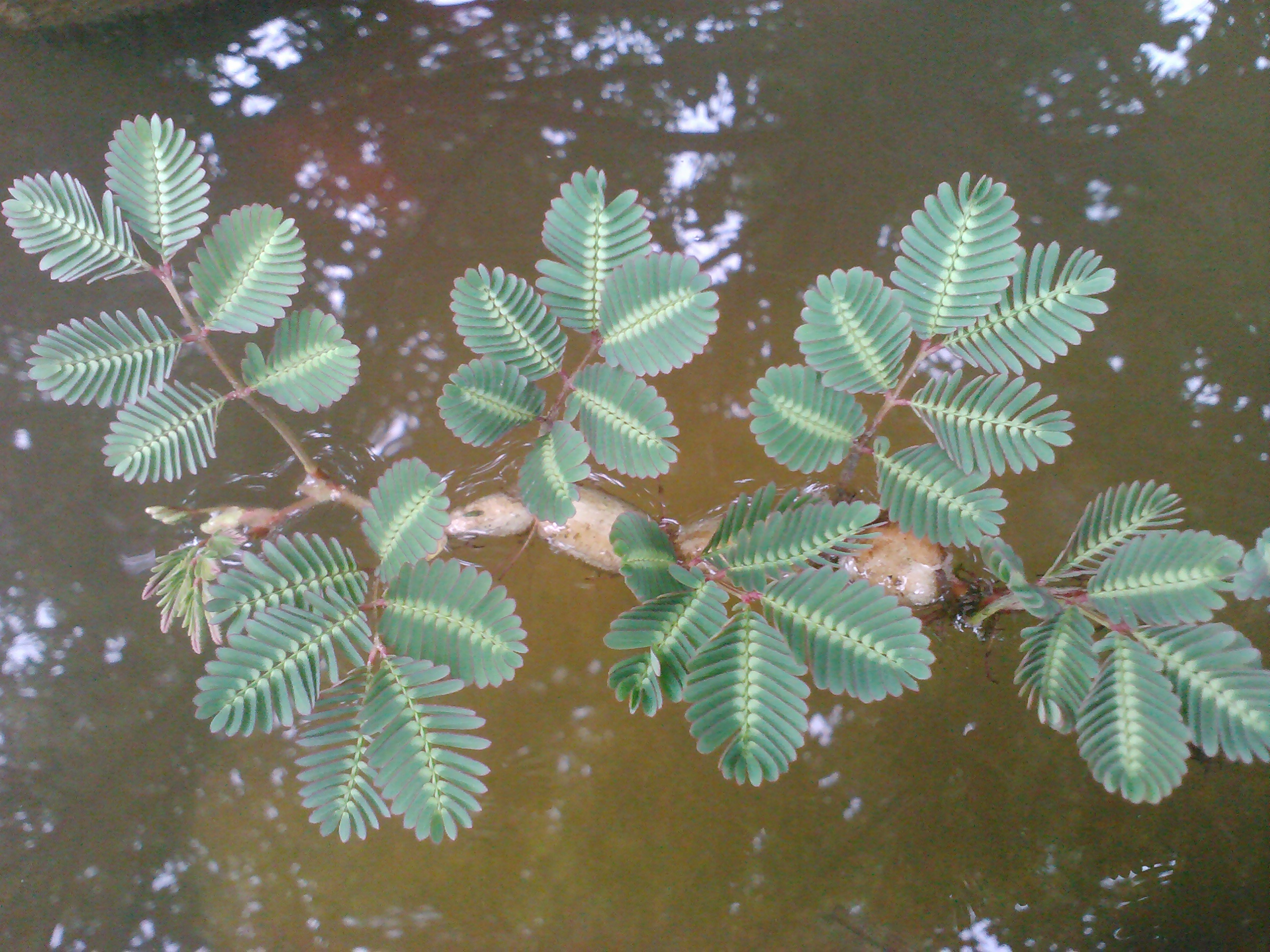
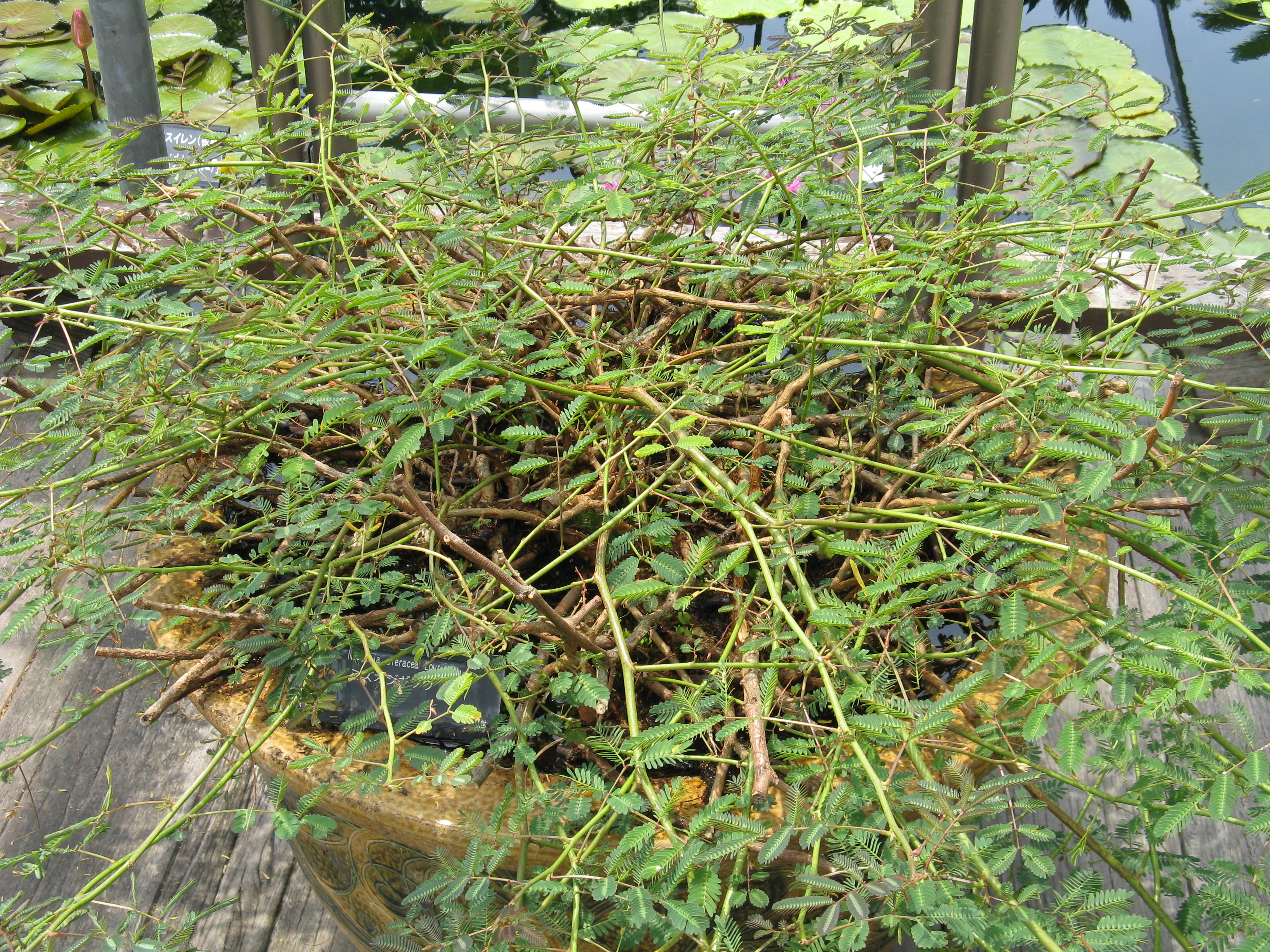